# Дворцовый павильон 1825 года
Дворцовый павильон 1825 года в Коломенском — единственная сохранившаяся на территории музея-заповедника часть утраченного дворца императора Александра I (начало XIX века).
Дворец был построен в 1825 году по проекту Е. Д. Тюрина на месте обветшавшего екатерининского дворца, однако император не успел его посетить из-за своей кончины. В 1870-е годы заброшенный дворец был разобран. От него сохранилась единственная постройка — павильон, служивший чайным домиком (или домашним театром).
Павильон построен в стиле александровского ампира; он удачно расположен на высоком берегу, и от него открывается прекрасный панорамный вид на реку. Главный фасад, выходящий на реку, украшен лаконичным дорическим портиком. Ведущую к нему лестницу украшают скульптуры сидящих львиц.
«В 2005—2006 годах Московский государственный объединённый музей-заповедник провёл полномасштабную реставрацию павильона, вернувшую ему первоначальный вид. В павильоне размещаются фондовые выставки музея, выставки современной живописи, скульптуры и прикладного искусства, проводятся концерты камерной классической и народной музыки, русского романса».